# Бухтарминская ГЭС
Бухтарминская ГЭС — гидроэлектростанция на реке Иртыш, ниже устья реки Бухтарма вблизи города Серебрянска, Восточно-Казахстанской области, Казахстан. Входит в Иртышский каскад ГЭС, являясь его верхней, регулирующей ступенью. Принадлежит  АО «Бухтарминская ГЭС» (входит в состав государственного холдинга АО «Самрук-Энерго»), передана в концессию ТОО «Казцинк». 

## Общие сведения
Бухтарминская ГЭС представляет собой плотинную гидроэлектростанцию с приплотинным зданием ГЭС. Установленная мощность электростанции — 675 МВт, проектная среднегодовая выработка электроэнергии — 2344 млн кВт·ч. Состав сооружений гидроузла:
- правобережная глухая плотина длиной 80,47 м и правобережный устой;
- водосливная плотина длиной 26 м с одним пролётом шириной 18 м, перекрываемым плоским затвором, пропускной способностью при НПУ 950 м³/с;
- раздельный устой и шандорохранилище (входят в состав напорного фронта);
- станционная плотина (щитовая стенка) длиной 173 м и максимальной высотой 91 м;
- левобережная глухая плотина длиной 52,9 м;
- здание ГЭС;
- четырёхкамерный однониточный судоходный шлюз.

В здании ГЭС установлены 9 вертикальных гидроагрегатов мощностью по 75 МВт, с радиально-осевыми турбинами РО 70/0937-В410, работающими при напоре 61 м, и гидрогенераторами СВБ-850/190-48. Производитель турбин — Ленинградский металлический завод, генераторов — новосибирское предприятие «Элсиб». До реконструкции, на станции стояли радиально-осевые турбины РО-211-ВМ-410 и диагональная турбина Д45-5-ВМ-435 (станционный номер 7). Один из гидроагрегатов оборудован экспериментальной спиральной камерой с двойным подводом воды. С генераторов электроэнергия передаётся на силовые трансформаторы (однофазные и трёхфазные), а с них через закрытые распределительные устройства — в энергосистему по пяти линиям электропередачи напряжением 110 кВ и двум линиям электропередачи напряжением 220 кВ.
Напорные сооружения ГЭС образуют крупнейшее в Казахстане Бухтарминское водохранилище, включившее в себя озеро Зайсан. Площадь водохранилища 5490 км², полный объём 49,62 км³, полезный объём 30,81 км³, что позволяет осуществлять многолетнее регулирование стока. Отметка нормального подпорного уровня водохранилища (по Балтийской системе высот) — 402,0 м, форсированного подпорного уровня — 403,0 м, уровня мёртвого объёма — 395,0 м.
Судопропускные сооружения гидроузла включают в себя четырёхкамерный судоходный шлюз в составе голов шлюза с палами и причалами, четырёх камер и нижнего подходного канала. Камеры шлюза имеют следующие размеры: длина 107,35—117,85 м, ширина 18 м, высота 20,7—26,3 м, глубина на пороге при НПУ 2,5 м. Шлюз принадлежит филиалу «Гидротехнические сооружения» государственного предприятия «Қазақстан су жолдары» Министерства индустрии и инфраструктурного развития Республики Казахстан.

## История строительства и эксплуатации
Проектирование Бухтарминской ГЭС, как следующей после Усть-Каменогорской ГЭС ступени Иртышского каскада, было начато институтом «Ленгидропроект» в 1951 году, главный инженер проекта М. А. Миронов. Изначально утверждённый проект предусматривал сооружение станции мощностью 435 МВт с шестью гидроагрегатами, впоследствии число гидроагрегатов было увеличено до девяти. Строительство станции было санкционировано Советом Министров СССР 15 ноября 1952 года и начато трестом «Иртышгэсстрой» в 1953 году. В июне 1956 года был уложен первый бетон, река Иртыш была перекрыта 10 октября 1957 года. Первый агрегат Бухтарминской ГЭС был пущен 14 августа 1960 года, всего в 1960 году было пущено 3 гидроагрегата, в 1961 году — 3 гидроагрегата, в 1964—1966 годах — по одному гидроагрегату. В постоянную эксплуатацию Бухтарминская ГЭС была принята в 1968 году.
В ходе строительства гидроузла был выполнен следующий объём работ: выемка мягкого грунта — 185 тыс. м³, выемка скального грунта — 1190 тыс. м³, насыпь мягкого грунта — 317 тыс. м³, каменная наброска, дренажи и фильтры — 10 тыс. м³, укладка бетона и железобетона — 1180 тыс. м³, монтаж металлоконструкций и механизмов — 11600 т. Потребовались значительные работы по подготовке ложа водохранилища, из зоны затопления которого было вынесено 5500 строений. При строительстве станции был применён ряд новых технологий, в частности впервые в СССР при возведении плотины широко использовался укатанный (жёсткий) бетон, также впервые была установлена экспериментальная диагональная гидротурбина (позднее турбины этого типа были установлены также на Андижанской, Зейской и Колымской ГЭС), а также турбина с двухподводной спиральной камерой.
С 1960 года Бухтарминская ГЭС входила в состав производственного объединения «Алтайэнерго». В 1996 году было образовано АО «Бухтарминская ГЭС», в 1997 году станция была передана в концессию ТОО «Казцинк» сроком на 25 лет, при этом с 2008 года собственником АО «Бухтарминская ГЭС» является АО «Самрук-Энерго», входящее в государственный холдинг АО «Самрук-Казына», при этом станция продолжает оставаться в концессии.  Всего за время эксплуатации Бухтарминская ГЭС выработала более 140 млрд кВт·ч возобновляемой электроэнергии. На ГЭС реализуется программа модернизации оборудования, в частности, заменены силовые трансформаторы, в 2001—2010 годах были заменены рабочие колеса гидротурбин, с 2018 года ведётся замена статоров генераторов.